# Karin Brienesse
Karin Brienesse (Breda, 17 luglio 1969) è un'ex nuotatrice olandese.
Specializzata nello stile libero ha vinto una medaglia d'argento nella staffetta alle Olimpiadi di Seoul 1988.

## Palmarès
- Olimpiadi

Seoul 1988: argento nella 4x100m sl.
- Mondiali

Madrid 1986: bronzo nella 4x100m sl.
Perth 1991: argento nella 4x200m sl e bronzo nella 4x100m sl.
- Europei

Sofia 1985: bronzo nella 4x100m sl.
Strasburgo 1987: argento nella 4x100m sl.
Atene 1991: oro nella 4x100m sl, argento nei 100m sl e bronzo nella 4x200m sl e 4x100m misti.